# Peteria
Peteria es un género de plantas con flores con seis especies perteneciente a la familia Fabaceae.

## Especies
- Peteria glandulosa (S. Watson) Rydb.
- Peteria nevadensis Tiderstr.
- Peteria pinetorum C. L. Porter
- Peteria scoparia A. Gray
- Peteria thompsonae S. Watson
- Peteria thompsoniae S. Watson